# Площадь Ленина (Петрозаводск)
Площадь Ле́нина (карел. Leninan lagevo, фин. Leninin aukio) — площадь в центральной части города Петрозаводска на пересечении проспекта Карла Маркса и улицы Ф. Энгельса.
Площадь представляет собой архитектурный ансамбль в стиле русского провинциального классицизма, памятник истории и архитектуры федерального значения.
Постоянная интерактивная экспозиция, посвященная истории площади, представлена в Национальном музее Карелии.

## Названия
За свою более чем двухсотлетнюю историю площадь меняла своё название несколько раз. Первоначально площадь носила название Круглая площадь. Её также называли Циркульной или Полуциркульной. Их она получила из-за того, что здания на ней располагались «по циркулю» то есть площадь имела форму круга. 29 июня 1873 года в центре площади был установлен памятник Петру I, а Круглую (Полуциркульную) площадь переименовали в Петровскую.
После Октябрьской революции многие названия улиц города были заменены на «советские». Сначала площадь носила имя Советская, но 23 октября 1918 года была переименована в площадь 25-го октября 1917 года. Во время Великой Отечественной войны город оккупировали финляндские войска. Большинство улиц Петрозаводска были переименованы. На время оккупации площадь носила имя Административная (фин. Hallintoaukio). После освобождения города в 1944 году площади было возвращено предыдущее название. В 1960 году её переименовали в площадь имени Владимира Ильича Ленина в ознаменование 90-летия со дня рождения российского и советского политического деятеля, руководителя Октябрьской революции и основателя Советского союза.

## История

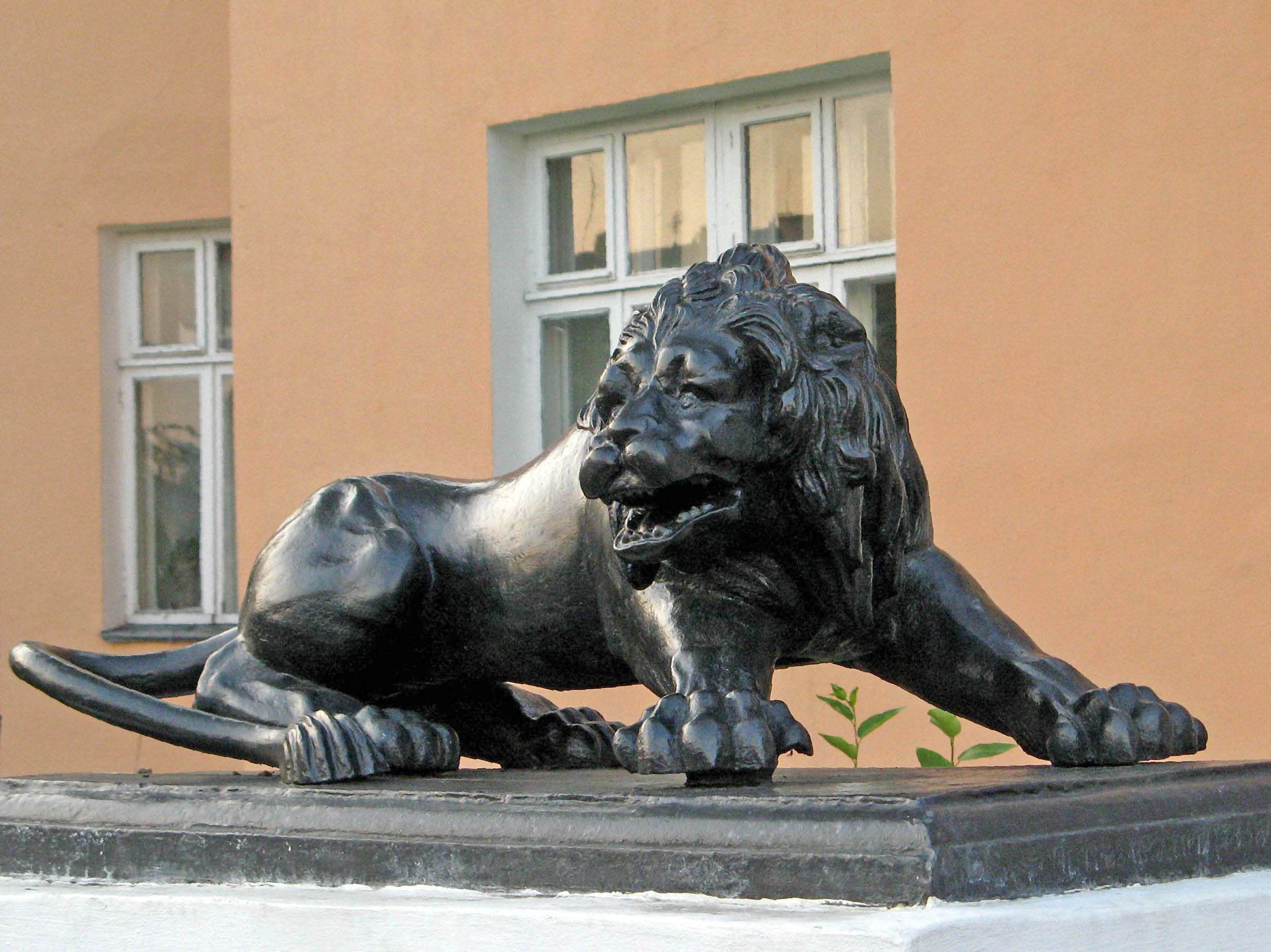
Чугунный лев у здания Присутственных мест — ныне Министерства культуры Республики Карелия (пл. Ленина, д. 2)

История площади начинается с 1770-х годов, когда управляющий Александровского пушечного завода Аникита Ярцов лично спланировал и начал застройку центра Петрозаводской слободы, будущей столицы Олонецкой губернии.
Именно в это время по проекту ученика В. И. Баженова московского архитектора Елизвоя Назарова были построены «по циркулю» 8 каменных административных зданий (шесть отдельных двухэтажных зданий — по три на каждой стороне площади и два флигеля) для размещения канцелярии и других служб Александровского завода.
В 1788 году площадь была реконструирована по инициативе гражданского губернатора Г. Р. Державина для размещения в зданиях губернских учреждений. Проект реконструкции в 1785 году выполнил губернский архитектор, воспитанник Петербургской Академии художеств, Михаил Кисельников. Строительство вел очередной губернский архитектор Фёдор Крамер. 6 из 8 зданий было соединено в два полукруга. Крыльцо одного из зданий (ныне здание Министерства культуры Республики Карелия) в 1858 году украсили фигуры львов, отлитые на Александровском заводе. Трапециевидные флигеля реконструкции не подверглись. В начале XIX века здания сильно пострадали от пожаров и обветшали.
В 1820—1830-е годы поднимался вопрос о переносе губернских учреждений в Вытегру. Там велась более оживлённая торговля по сравнению с другими городами Олонецкой губернии. Однако перенос требовал постройки казённых зданий для присутственных мест, а в Петрозаводске они уже стояли на Круглой площади. Учтя это, правительство решило оставить административный центр в Петрозаводске.
В 1830 году в Петрозаводск приезжает архитектор В. В. Тухтаров. Во время его пребывания на посту губернского архитектора им было много сделано по возрождению обветшавших зданий на площади. Велись работы по укреплению архитектурных конструкций, постройке каменных тротуаров, забора, соединившего кордегардии с полукруглыми корпусами, удлинению угловых флигелей, частичной перепланировке помещений. До настоящего времени сохранились интерьеры, выполненные по проектам Тухтарова в 1840-х годах.
После реконструкции в южном здании размещалась резиденция губернатора, в северном — присутственные места.
В 1873 году в центре площади был воздвигнут памятник Петру I архитектора Шредера, основателю города Петрозаводска. Памятник сейчас находится на набережной Онежского озера. В том же году Круглую площадь переименовали в Петровскую.
После революции 1917 года площадь была переименована в «Площадь 25 октября 1917 года». В зданиях разместились исполнительный комитет Совета рабочих, крестьянских и красноармейских депутатов Карельской Трудовой Коммуны и его отделы, совнарсуд, ревтрибунал, отделение госбанка и военный комиссариат.
Памятник Петру I демонтировали, а на его месте в 7 ноября 1933 года воздвигли гранитный памятник Ленину. Монумент выполнил один из ведущих советских скульпторов — М. Г. Манизер (архитектор Л. А. Ильин).
В годы оккупации Петрозаводска в период Советско-финской войны (1941—1944) в зданиях на площади размещалась финская оккупационная администрация города и Восточной Карелии, площадь переименована в Административную. Памятник Ленину был демонтирован, на постамент было установлено артиллерийское орудие.
После освобождения Петрозаводска памятник был восстановлен. В 1960 году Площадь 25 Октября была переименована в Площадь Ленина.
В 1969 году на площади был построен мемориальный комплекс «Могила Неизвестного солдата» с Вечным огнём Славы.
В 1990-х годах в южном здании был размещён Карельский государственный краеведческий музей, а в северном — министерство культуры и по связям с общественностью Республики Карелия и Республиканский центр Национальных Культур.

## Ансамбль площади

### Здания и сооружения, находящиеся на площади

#### Памятник Ленину

Памятник В. И. Ленину в центре площади

Памятник Владимиру Ильичу Ленину расположен в центре площади Ленина. 18 июля 1930 года Карпрофсовет принял решение о сооружении памятника и сборе средств его постройку. Проект был заказан известному советскому скульптору Матвею Генриховичу Манизеру, постамент выполнил архитектор Лев Александрович Ильин. Памятник сложен из 14 глыб серого гранита, добытых заключёнными ГУЛАГа на острове Гольцы в Онежском озере. Его общий вес превышает 140 тонн, высота фигуры Ленина без постамента составляет 6,5 метра, а с постаментом — 11 метров. Он является самым крупным памятником на территории Республики Карелия.
Открыт 7 ноября 1933 года, в канун годовщины Октябрьской революции. В дни открытия скульптуры газета «Красная Карелия» с гордостью писала, что в мире всего три гранитных монумента, представляющих фигуру во всех деталях: памятник Бисмарку в Берлине, статуя Свободы в Нью-Йорке и памятник Ленину в Петрозаводске.
Во время финской оккупации Петрозаводска (1941 — 1944) фигура Ленина была демонтирована и сильно повреждена, а на освободившийся постамент водрузили 150-мм японскую гаубицу образца 1914 года, также известную как «Тип 38». После освобождения города памятник был восстановлен при участии Матвея Манизера. 16 ноября 1945 года памятник был вновь открыт. В 1957 году был произведён ещё один ремонт памятника.

#### Мемориальный комплекс

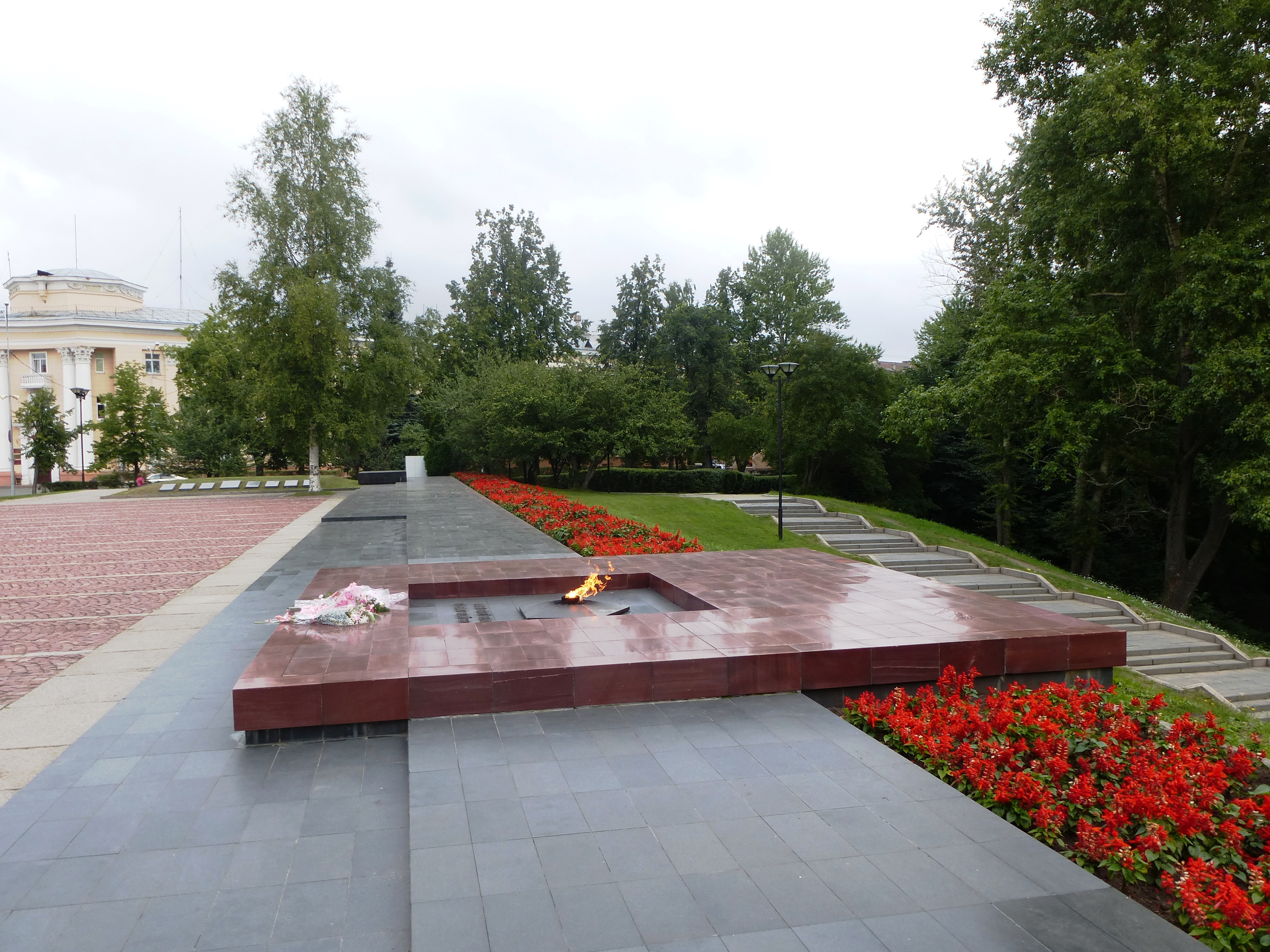
Могила Неизвестного солдата с Вечным огнём.

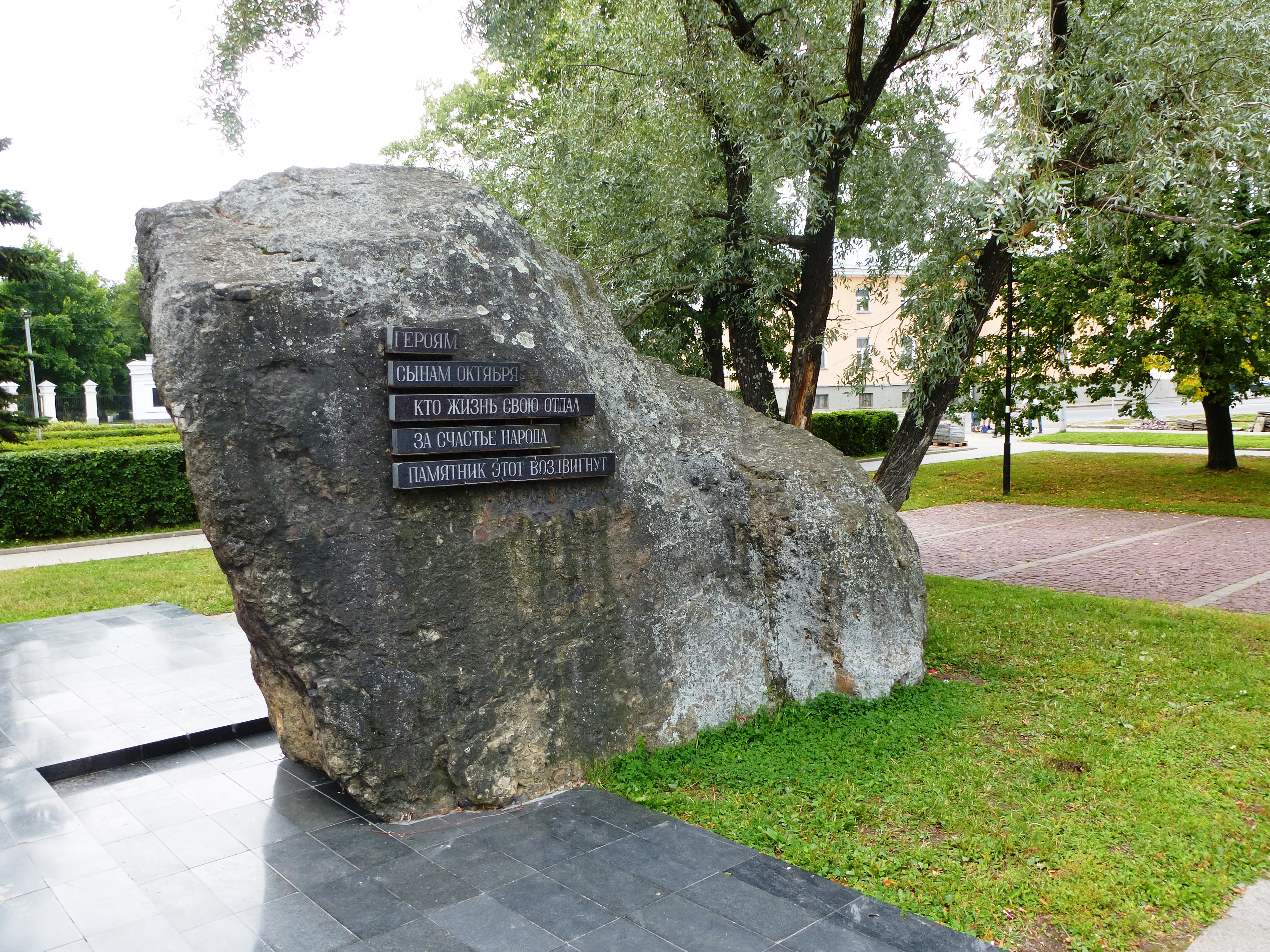
Фрагмент мемориала. Памятный камень.

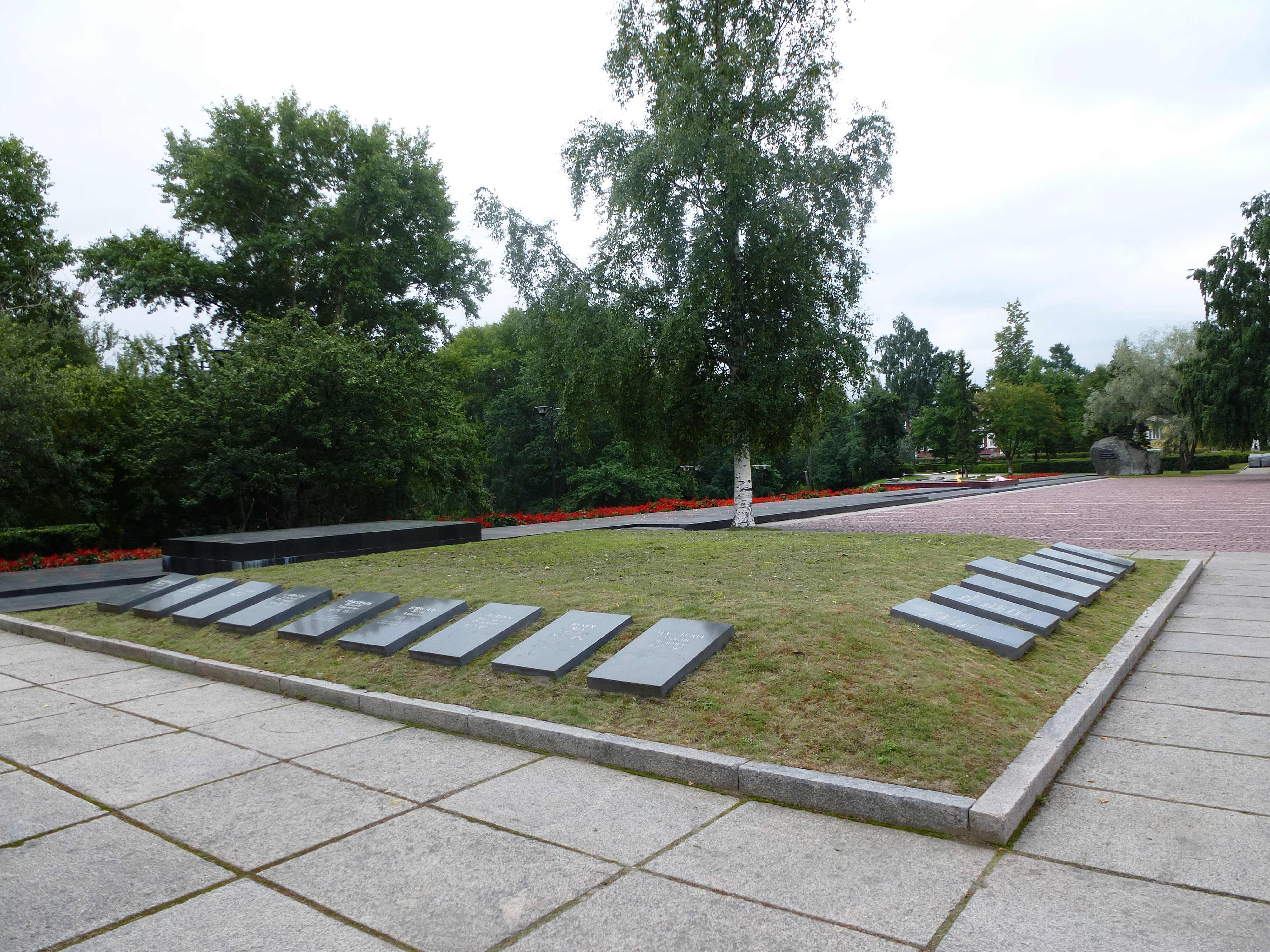
Братская могила.

Мемориальный комплекс «Братская могила и могила Неизвестного солдата с Вечным огнём» расположен на юго-востоке площади. Он представляет собой площадку, мощенную брусчаткой из шокшинского малинового кварцита. По краю площади расположено возвышение из полированного габбро-диабаза, на середине которой размещен Вечный огонь, зажжённый на Марсовом поле. Это возвышение соединяет братскую могилу, расположенную на севере площадки, с шестидесятитонной гранитной глыбой, расположенной на юге площадки, на которой расположена надписью: «Героям, сынам Октября, кто жизнь свою отдал за счастье народа памятник этот воздвигнут». От мемориального комплекса к парку Онежского тракторного завода спускаются гранитные парадные лестницы.
Братская могила была создана по решению Олонецкого губернского комитета РКП(б) и Олонецкого военно-революционного комитета от 1 июня 1919 года. Здесь захоронены активные участники революционного движения и Гражданской войны, видные партийные и государственные деятели Карельской АССР. На месте их погребения находятся памятные плиты из чёрного камня. 8 мая 1969 года здесь состоялось захоронение останков Неизвестного солдата, обнаруженных в Медвежьегорском районе близ озера Эриламба. 28 июня 1969 года в день 25-й годовщины освобождения Петрозаводска был торжественно открыт мемориальный комплекс с Вечным огнём Славы. Авторы проекта — архитекторы Эдуард Андреев, Эрнст Воскресенский, скульпторы Эдуард Акулов и Людвиг Давидян.
В 2011 году была проведена реконструкция мемориала, в ходе которой была заново положена брусчатка, устроены пешеходные дорожки и лестничные спуски, установлены новые фонари.

### Здания и сооружения, не находящиеся на площади, но входящие в ансамбль площади

#### Губернаторский парк

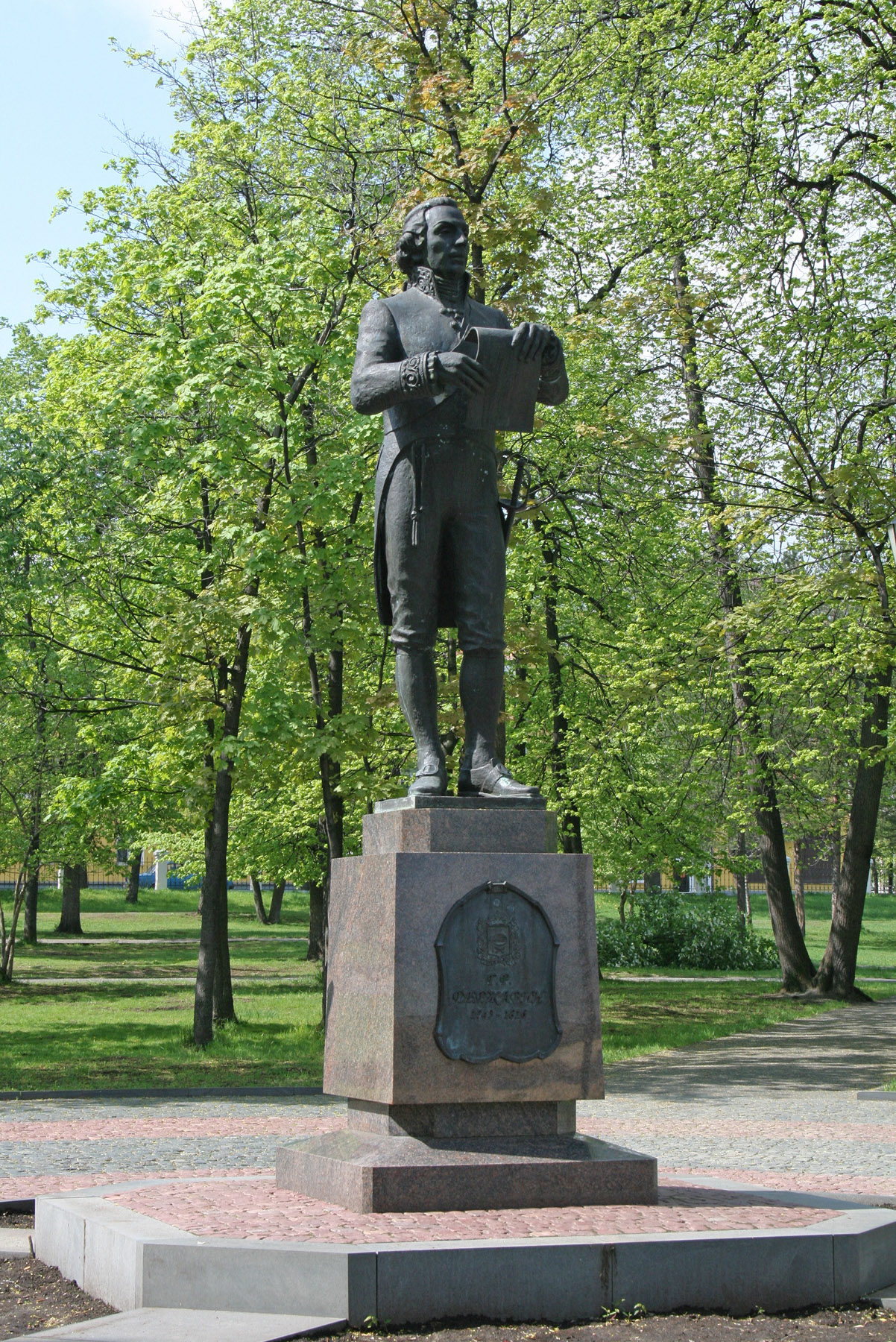
Памятник Г. Р. Державину.

Губернаторский парк находится в квартале, ограниченном улицами Энгельса, Гоголя, Герцена, переулком Закаменским, и примыкает к бывшему губернаторскому дому (сейчас Национальный музей Республики Карелия, дом № 1). Сформировался в 1917 году после слиянии двух частных садов: сада горного начальника (конец XVIII века) и Губернаторского сада (1840-е годы). С 1930-х это Парк пионеров. В нём находились игровые павильоны, библиотека, тир, летний кинотеатр, аттракционы и спортплощадки.
В 2002 — 2003 годах к 300-летию Петрозаводска была проведена реконструкция парка: центральная аллея парка была замощена шокшинским малиновым кварцитом, со стороны улицы Герцена была установлена литая чугунная ограда, в парке установили новые фонари и скамейки, членами Карельского землячества была заложена новая аллея. Парку было возвращено историческое название. Во время реконструкции в центре парка 28 июня 2003 года был торжественно открыт памятник поэту и первому олонецкому губернатору Гавриилу Романовичу Державину. Монумент отлит из бронзы на заводе «Петрозаводскмаш» по проекту скульптора Вальтера Сойни и архитектора Эмиля Кулдавлетова и установлен на пьедестал из красного гранита. Державин изображён в полный рост в парадном мундире. В руках у поэта листок бумаги. Высота фигуры Державина — 2,7 метра, с пьедесталом — 4,5 метра.
Рядом с главным входом в парк у дома горного начальника расположена экспозиционная площадка Карельского государственного краеведческого музея с крупногабаритными предметами, связанными с историей горнозаводского дела в Карелии (орудийные стволы производства Александровского завода, стрелка чугунной железной дороги и др.).

#### Дом горного начальника

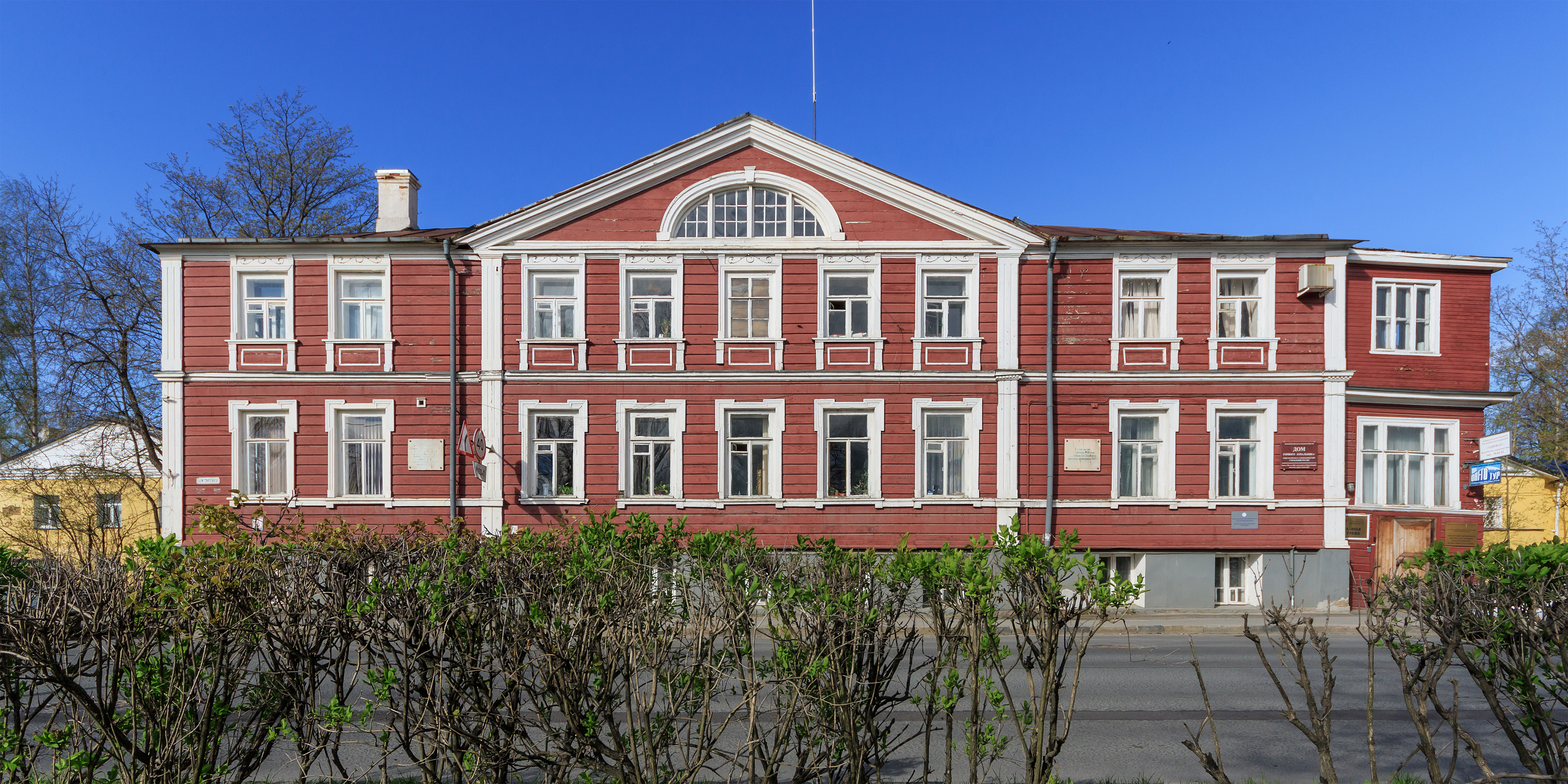
Дом горного начальника

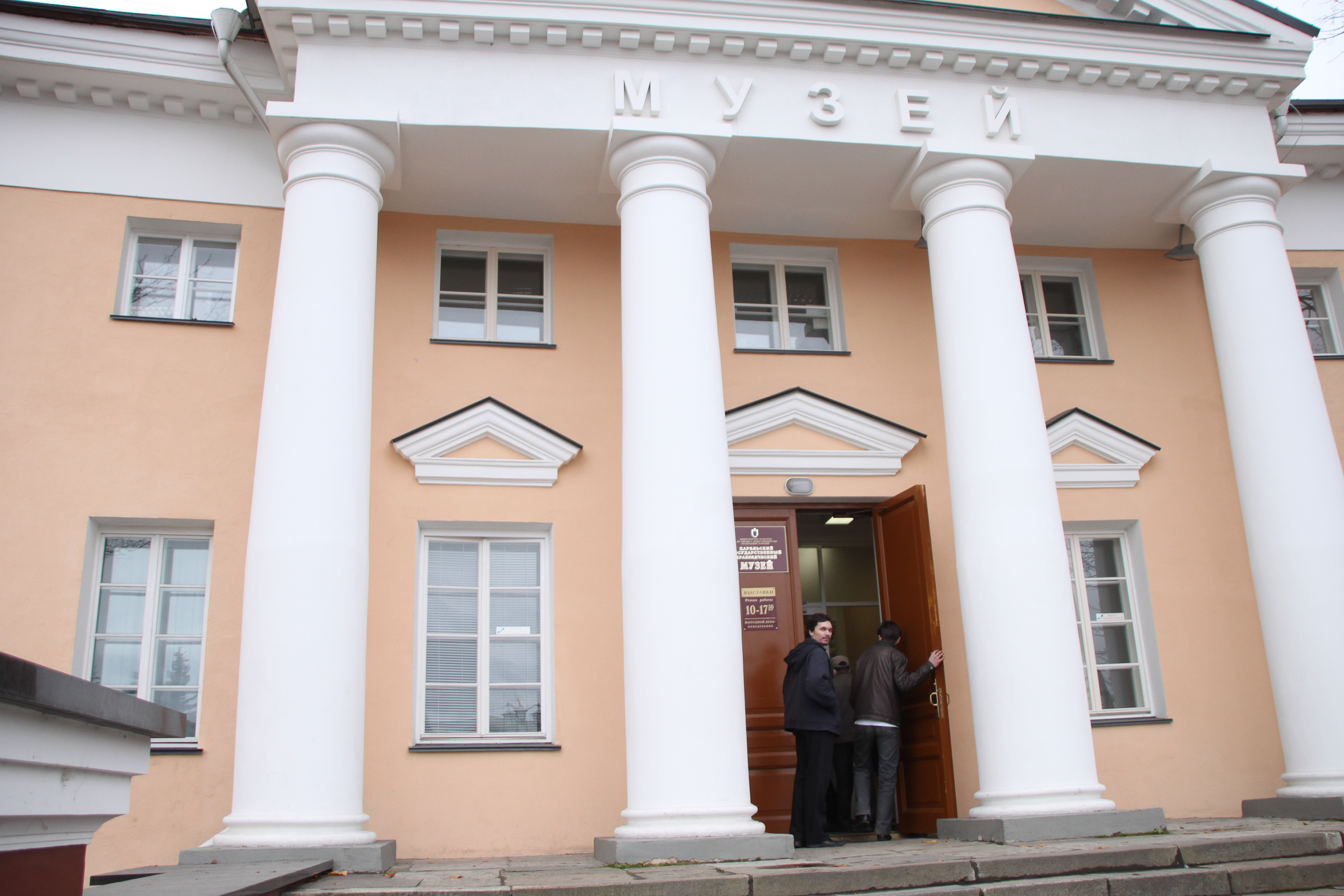
Здание канцелярии (1870 — е годы) Олонецких горных заводов

А. С. Ярцов лично распланировал и начал застройку центра Петрозаводска. До него Петрозаводская слобода располагалась на Онежском побережье вдоль рек Неглинки и Лососинки. А. Ярцов дал городу центр — Круглую (Циркульную) площадь и главные улицы.

## Площадь в филателии, нумизматике и в изобразительном искусстве
В честь 50-летия со дня основания Карельской АССР была выпущена марка номиналом 4 копейки «Дом правительства в Петрозаводске» из серии «К 50-летию автономных советских социалистических республик» 1970 года выпуска  (ЦФА [АО «Марка»] № 3900). На ней присутствует изображение одного из зданий на площади Ленина, а также герб Карельской АССР и карельский орнамент. Автор рисунка марки — художник Ю. Косоруков. Тираж — 5 млн экземпляров.
Изображение дома № 2 присутствует на серебряной памятной монете номиналом 3 рубля «Ансамбль Круглой площади, город Петрозаводск» из серии «Памятники архитектуры России» 2010 года выпуска, изготовленной из сплава 925 пробы (масса драгоценного металла в чистоте 31,1 грамма). На оборотной стороне монеты, кроме этого здания, расположены рельефные изображения памятника Петру Первому, плана Круглой площади и фрагмента решётки ограды. Тираж монеты — 7,5 тысяч штук.
Площадь изображена на двух картинах карельского графика и пейзажиста Алексея Ивановича Авдышева, хранящихся в Музее изобразительных искусств Республики Карелия: «Площадь Ленина» (1958), изображающая главный вход в здание бывшего губернского правления (дом № 2), и одноимённая картина этого же года создания, изображающая памятник Ленину.

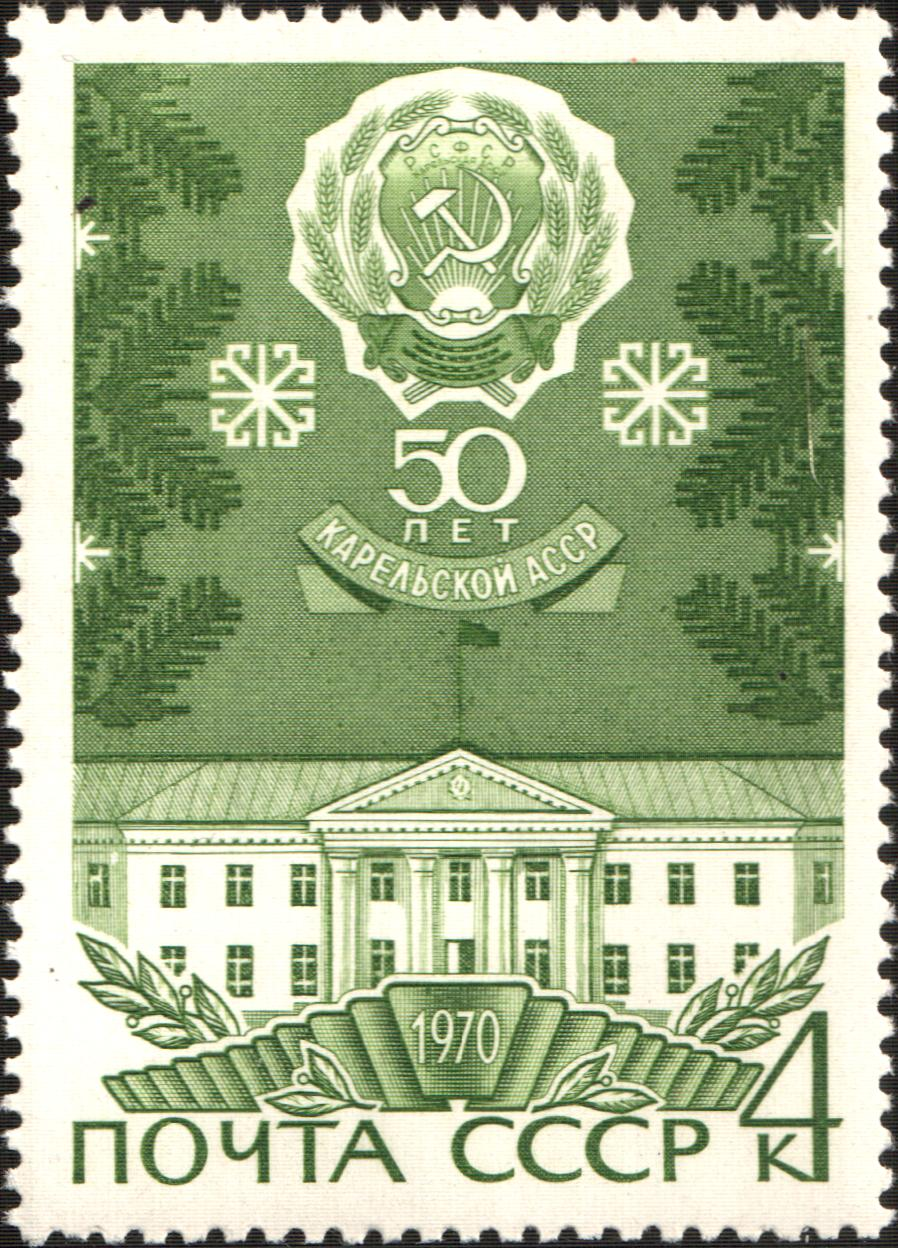
Марка «50 лет Карельской АССР»
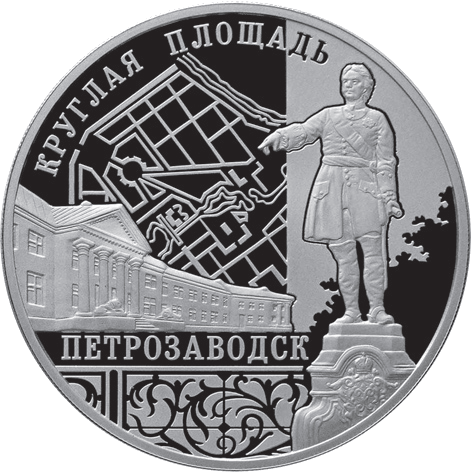
Памятная монета достоинством 3 рубля «Ансамбль Круглой площади, город Петрозаводск»

## Транспорт
Площадь является достаточно важным транспортным узлом города. Несмотря на это, ни автобусное, ни троллейбусное движение в пределах площади не осуществляется. Ближайшие остановки общественного транспорта расположены в 360 и 420 м от центра площади на проспекте Ленина. На остановке «гостиница Северная» движение осуществляется в сторону Онежской набережной. На ней останавливаются троллейбусные маршруты № 1, идущий в сторону районов Зарека и Ключевая (ул. Кемская) и № 6, на Ключевую (ул. Корабелов), и 11 автобусных маршрутов. На остановке «Выставочный зал» движение осуществляется в сторону железнодорожного вокзала и на ней останавливаются троллейбусные маршруты № 1, идущий в сторону районов Перевалка и Древлянка, № 4, идущий в микрорайон Кукковка, и одиннадцать автобусных маршрутов.
История автобусного движения на площади начинается с 1927 года, когда в городе был создан первый регулярный автобусный маршрут. Он начинался от Гостиного двора, проходил по проспектам Карла Маркса, Фридриха Энгельса (через площадь Ленина), Ленина, шоссе Первого Мая и заканчивался у железнодорожного вокзала (ныне Товарная станция). К концу 80-х годов через площадь следовало два автобусных маршрута. В конце 1991 года в связи с бедственным состоянием парка петрозаводской автоколонны 1126 оба были отменены.
Во время городских (День города) и общероссийских (День Победы, День весны и труда) праздников на площади Ленина (как и на других центральных улицах и площадях города) проводятся культурно-развлекательные мероприятия, при этом движение по площади (равно как и по многим другим улицам центра города), как правило, перекрывается.

## Фотографии

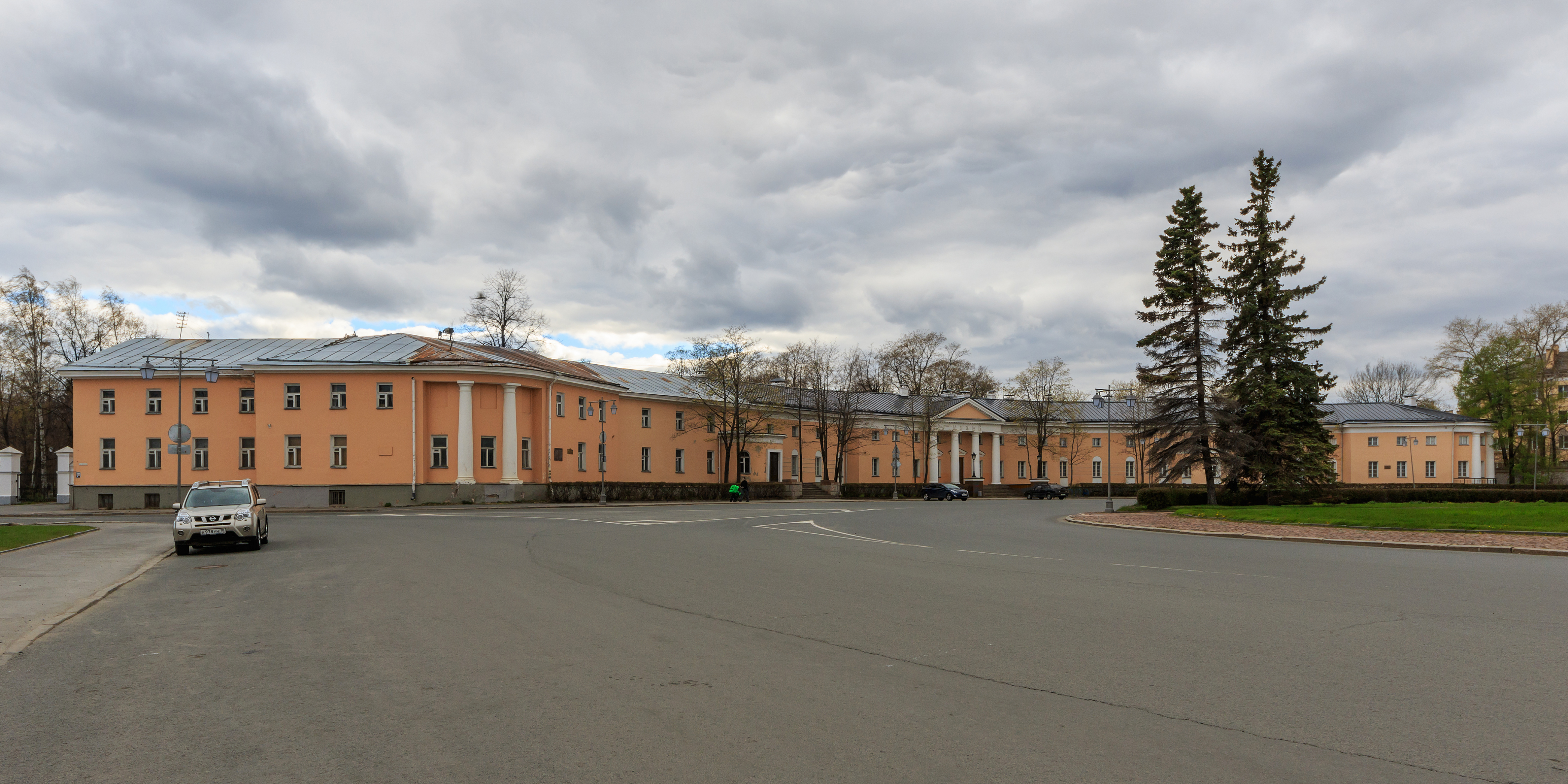
Здание Национального музея, общий вид
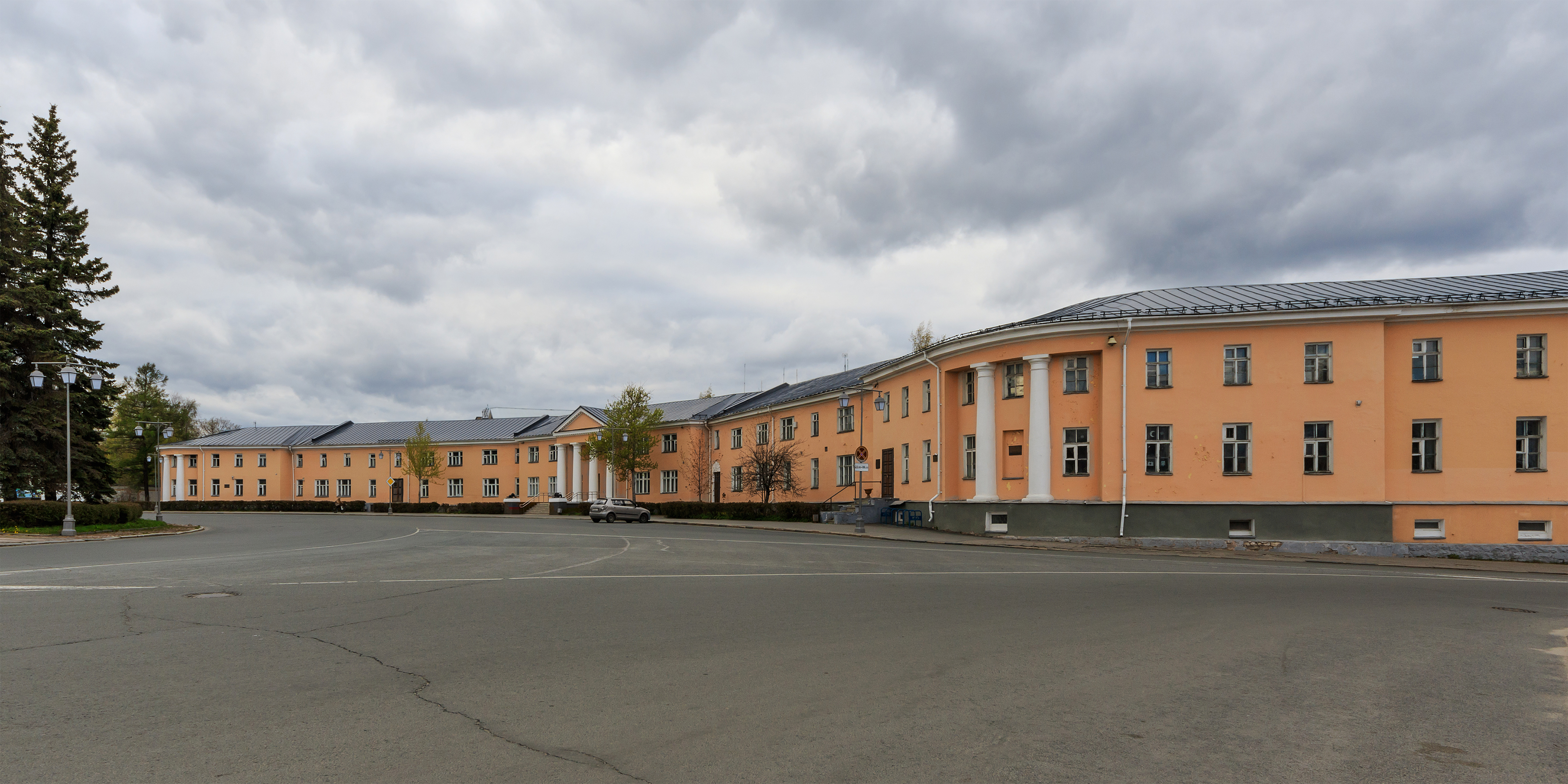
Присутственные места, общий вид
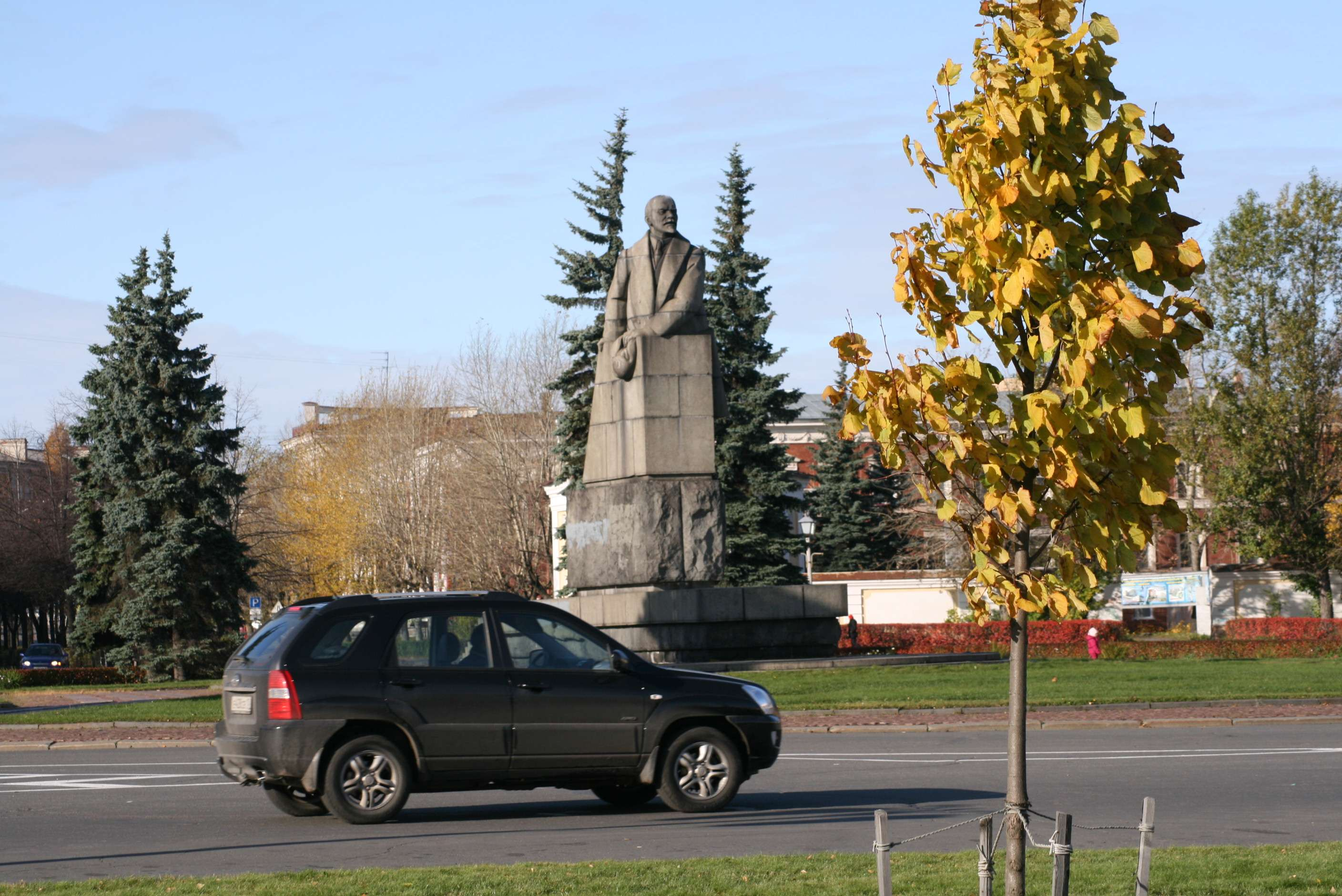
Памятник Ленину
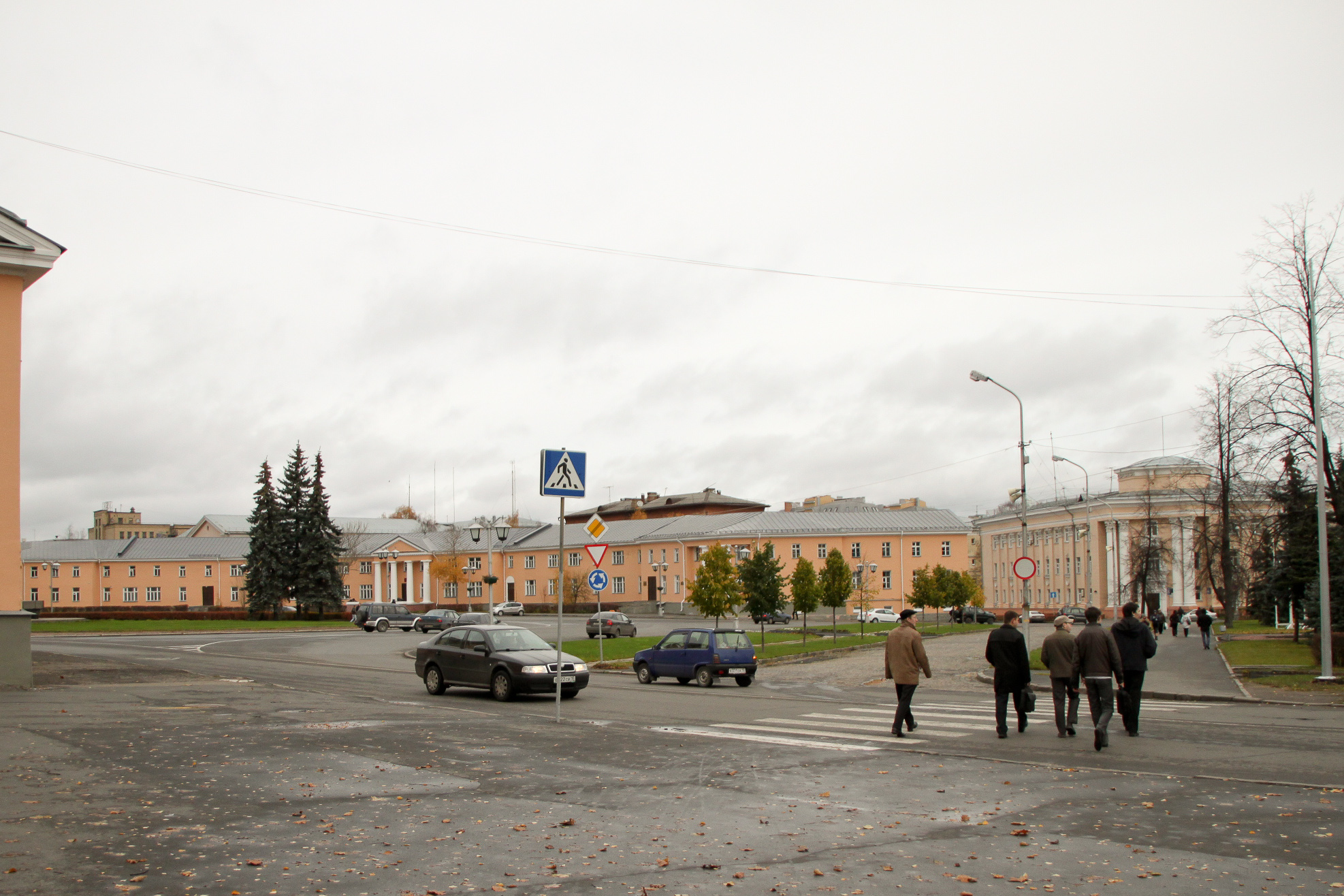
Вид на площадь от здания Национального музея.
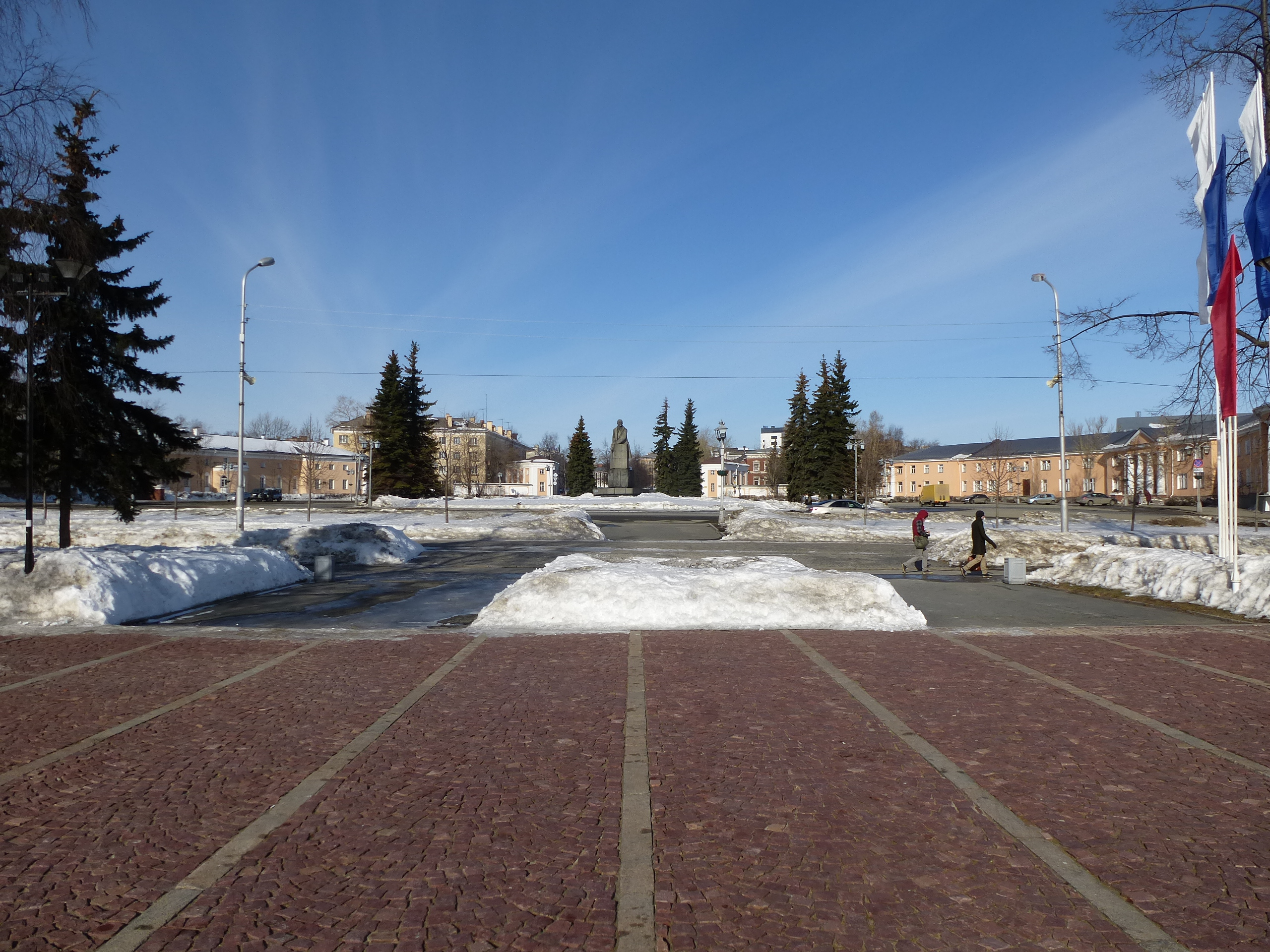
Вид на площадь
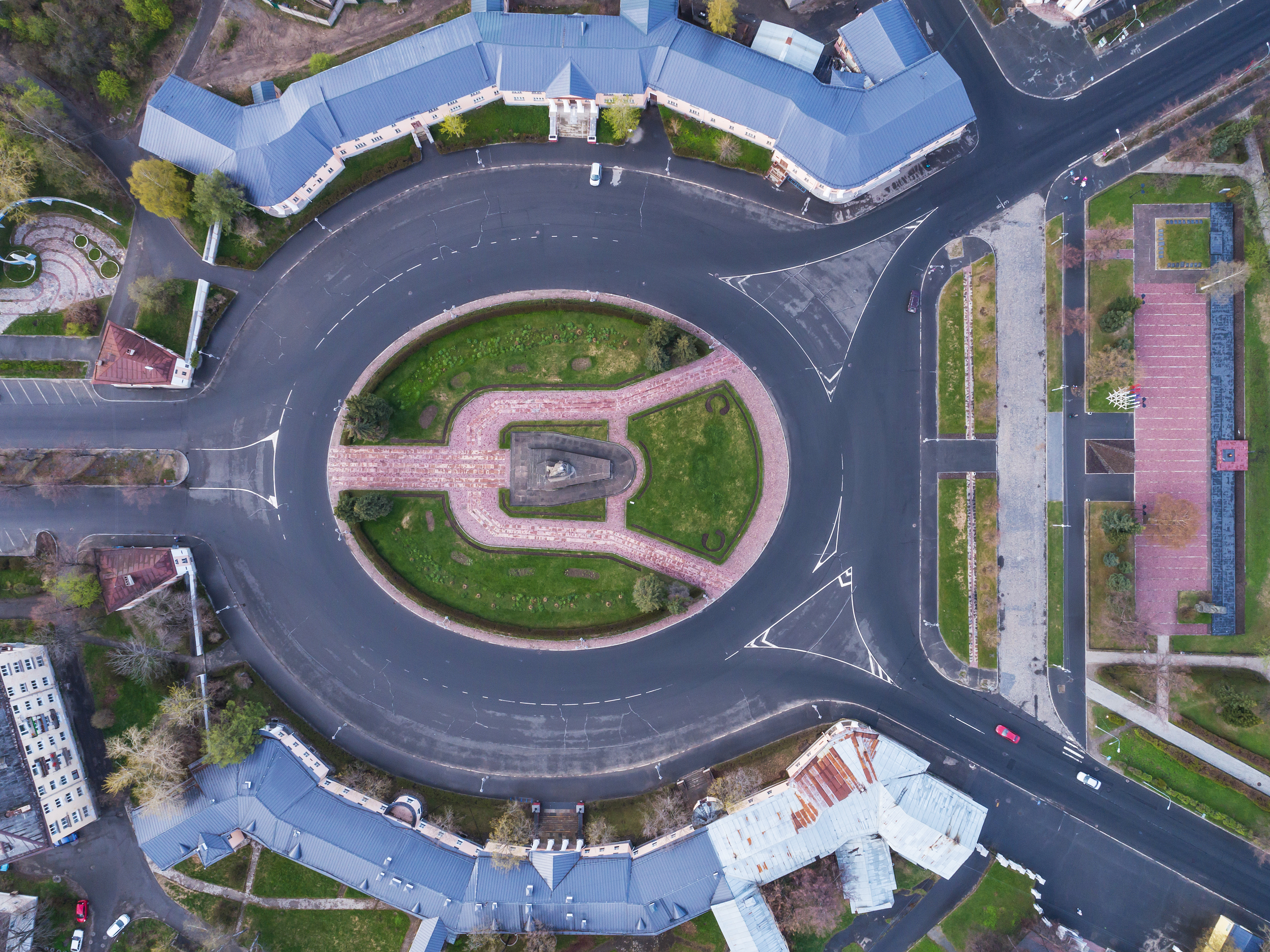
Аэрофотосъёмка